# تايتشي ساتو
تايتشي ساتو (باليابانية: 佐藤 太一) (مواليد 23 أغسطس 1977)، هو لاعب كرة قدم ياباني سابق كان يلعب كمهاجم.

## وصلات خارجية
- تايتشي ساتو على موقع رابطة كرة القدم اليابانية للمحترفين (اليابانية)
- تايتشي ساتو على موقع عالم كرة القدم.نت (الإنجليزية)